# Кирменское городище

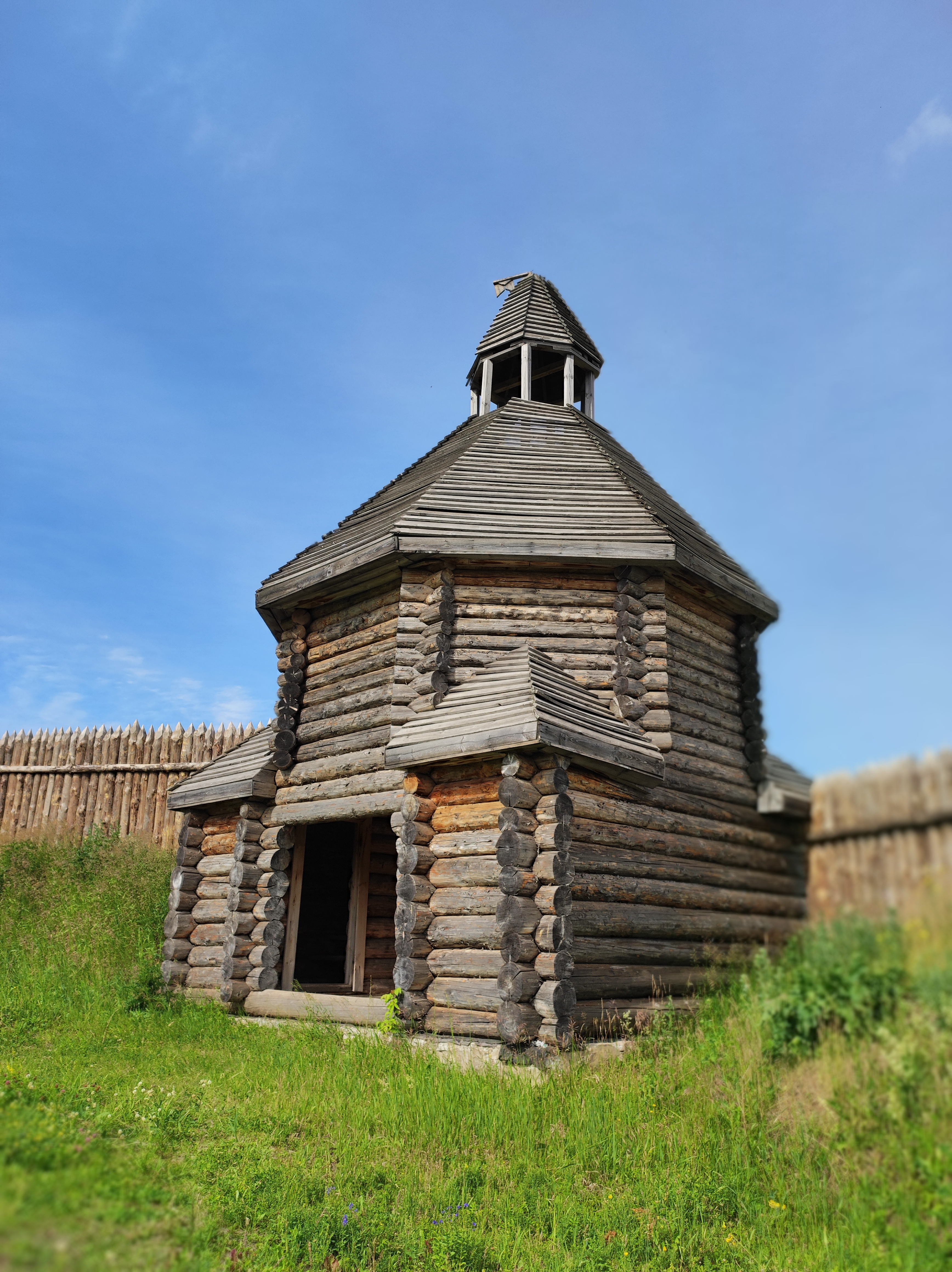
Кирменское городище

Кирменское городище, Кирмень или Керменчук (тат. Кирмән шәһәрчеге, Кирмән, Кирмәнчек) — городище около современных сел Средние Кирмени и Русские Кирмени Мамадышского района Республики Татарстан. Представляет собой остатки булгарской, а позже золотоордынской крепости, существовавшей в X—XIV века.

## Расположение

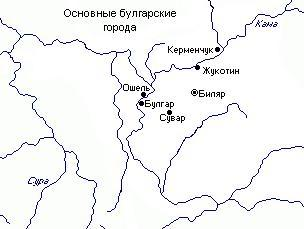
Расположение городов

Находится на возвышенности правого берега реки Кирменка, являющейся левым притоком реки Омарка, к юго-востоку от деревни Средние Кирмени и в северо-западном направлении от деревни Русские Кирмени. Кроме того, рядом есть Кирменское кладбище, существующее с XIV века.

## История
В русских летописях есть упоминание о городе-крепости Кеременчюке, расположенном посреди четырёх городов Булгарии, которыми в 1395 году овладели войска звенигородского и галицкого князя Юрия Дмитриевича:

«Они же шедше плениша землю татарскую и взяша град Болгары, и Жюкотин, и Казань, Кеременчюк, и пребыша 3 месяци воююще, и никтоже не помнит толь далече воевала Русь татарскую землю…»— ПСРЛ, IV, с. 102
В Воскресенской летописи Керменчук упоминается под 1399 г.:

«…князь велики слышав се, и събра рати многы, посла брата своего князя Юрия Дмитриевича, а с ним воевод, и старейших боаръ и силу многу; он же шед взя город Болгары Великие, и град Жюкотин, и град Казань, и град Керменчюк, и всю землю их повоева, и много Бесермен и Татар побиша, а землю Татарскую плениша; и воевав три месяца взвратися с великою победою и с многою корыстию в землю Русскую»